# 名古屋市交通局800形電車 (軌道)
800形は、名古屋市交通局（名古屋市電）がかつて保有していた電車である。

## 概要
戦後、路面電車車両の近代化を目指して日本車輌製造が1956年7月にNippon sharyo・Simple・Light weightの頭文字を採ったNSL-1形として試験的に1両を製造、試運転を経て同年9月から港車庫所属となり営業運転に入った。

## 車体
NSL-1というメーカー形式が示す通り、構体設計を極力簡素化して製造コストを抑えるとともに高速運転に対応した超軽量設計となったため、自重が約11tと同時期に製造された他車種の平均である約16tを大きく下回った。また、製造価格も約1000万円が1両あたりの相場であったところ、817万円に抑えられた。
車体は骨組が全ての負荷を負担する従来構造ではなく、側板などにも負荷を分散して負担させることで全体の軽量化を図る準張殻構造が採用され、従来よりも薄い板材を使用しつつ車体剛性を確保するため、外板にプレスによるリブを入れてあった。
前面窓は従来の電車が3枚であったところを、車両先端幅を狭めて大型2枚窓を取り付ける方式とし、さらには和製PCC車として知られた1900形・2000形と同様に台車の部分までを覆う薄いロングスカート型となっていたため、総合的に見て先鋭な印象を与えることになった。
この時代の車両としては珍しく、室内灯に蛍光灯を装備していたのも特徴である。

## 主要機器
主電動機は両軸構造のトロリーバス用100kW級モーターを車体中央の床下に吊り下げ、そこからユニバーサルジョイントによる駆動軸を介して第1・4軸をウォームギヤで駆動させる乗越カルダン駆動方式（多くの鉄道模型で用いられているのと同様の方式）が採用された。
台車はこれも野心的な軽量設計で弾性車輪を使用する、日本車輌NS-51（801・802）・52（803～807）・53（808～812）がそれぞれ採用されている。
制御器は間接自動制御で、ワンハンドルマスコンを用いるなど、この面でも技術革新が窺える車両であった。
もっとも、制動装置（ブレーキ）については1800形以降と同様に発電制動併用でドラムブレーキが採用されており、目新しさはない。

## 増備
800形は同年中にもう1両が投入されたほか、1957年・1958年にも各5両ずつ製造投入され、総数12両となった。
年度ごとに、台車が異なっている。また802については、1957年11月に台車へ空気ばねを試験的に取り付けたが、構造に問題があったため翌年には取り外された。さらに808以降の車両には、放送装置や運転士腰掛、速度計も装備された。
登場から間もない1958年5月に大井工場で開催されたECAFE鉄道展では、本形式はモハ90系や後に当時の狭軌鉄道の世界最高速度記録を達成したモヤ4700、日本初の交流電気機関車として登場したED441、初代東急5000系といった国私鉄の新型車両とともに展示され、日本の鉄道車両の製造技術をアピールした。

## 運用と早期離脱
前述したとおり、全車が港車庫に所属した。加速力は評判がよく、軌道法における最高速度は40km/hとなっているが、この車両を用いた運行ではしばしば60km/hにも達する速度違反が行われていたという。
しかし軽量化に対しては、それゆえの問題が幾つか発生した。折り返し地点でのスプリング・ポイント（発条転轍機）ではしばしば車両が道路に乗り上げる脱線事故が発生した上、断熱材の量も節約したことから夏場は鉄板焼きのごとき暑さとなった。特に前面は大型1枚窓になっていたことから、運転士にとってはかなり過酷な勤務であったという。
また、ドラムブレーキは807以前については雨天時などによくドラム部分に水が入って効力が落ち、停留場で過走する事態を引き起こしていた。
さらに動力装置も新機構のため故障が多く、稼働率は高くなかった。結果として路面電車の撤去が始まった1969年には、港車庫の廃止とともに全車が運用を離脱し、渥美半島沖での魚礁とするため全車が海中に沈められた。

## 諸元
- 車長：12717mm
- 車幅：2416mm
- 車高：3850mm
- 自重：11.2t
- 台車：NS51・52・53形
- 電動機：100kW×1